# Лю Бан
Гао-цзу (кит. упр. 高祖, пиньинь Gāozǔ, палл. Гаоцзу, Лю Цзы 256 до н. э. или 247 до н. э. — 1 июня 195 до н. э.) — первый император империи Хань.
Родом из зажиточной крестьянской семьи. Известен по личному имени Лю Бан (劉邦), второе имя — Цзи (季). В 209 до н. э. во время антициньского восстания был провозглашён военным вождём уезда Пэй с неофициальным титулом Пэй-гун (沛公). В 208 до н. э. получил от чуского Хуай-вана официальный титул Уань-хоу, но в литературе под ним почти не упоминается.
После падения империи Цинь он получил от правителя Сян Юя округ Ханьчжун на реке Ханьшуй и титул Хань-ван. После завоевания верховной власти основал свою империю Хань в 202 году до н. э. и был на троне до своей смерти в 195 году до н. э.

## Биография

### Ранние годы
Лю Бан родился в крестьянской семье в уезде Пэйсянь (сейчас эти места находятся на территории уезда Фэнсянь городского округа Сюйчжоу провинции Цзянсу). Лю Бан был третьим сыном в семье. Он быстро стал чиновником и управителем волости Сышуй, однако к делам относился с пренебрежением и много пьянствовал в долг у владельцев трактира.
Он встретил высокого чиновника Люй, который разглядел в нём особый талант к лидерству и выдал за него свою дочь (будущую императрицу Люй-хоу).
Однажды он вёл группу осуждённых на принудительные работы на гору Лишань (по-видимому, на строительство гробницы императора Цинь Шихуанди); ещё в начале дороги немало осуждённых разбежалось. Опасаясь, что его накажут, он решил отпустить оставшихся пленников. На пленников напала большая кобра, которую он убил. Так он заслужил уважение осуждённых, десяток сильных молодцов сплотились вокруг него и образовали отряд, с которым он скрывался в уезде Пэй.

### Восстание против империи Цинь

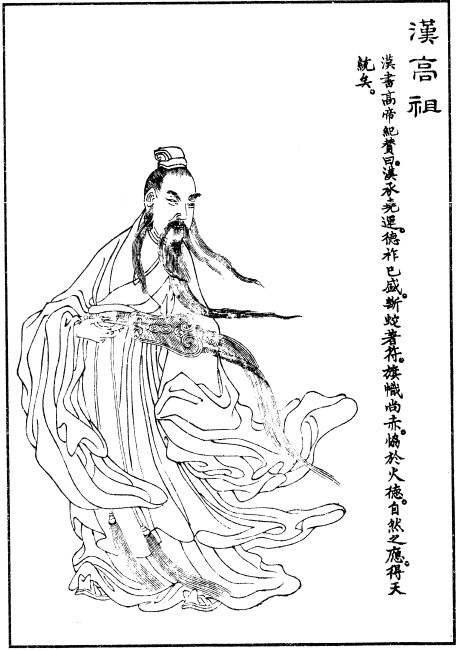
Лю Бан на иллюстрации периода династии Цин из сборника Шангуань Чжоу «Ваньсяотан хуачжуань», 1743

В 209 до н. э. после смерти Цинь Шихуана Чэнь Шэ поднял восстание, провозгласив независимое царство Чу. Уезд Пэй входил в территорию Чу. Тогда чиновник Сяо Хэ решил примкнуть к восстанию; он решил через посредство своего зятя Фань Куая привлечь Лю Бана с его отрядом к восстанию. Когда Лю Бан подошёл к городу, произошла ссора между начальником уезда и Сяо Хэ, и Сяо Хэ бежал за стену города. Лю Бан написал письмо старейшинам, подробно объясняя задачи восстания и опасность для города. Старейшины убили начальника уезда, согласились примкнуть к восстанию, и по рекомендации Сяо Хэ поставили Лю Бана во главу уезда, после чего он получил титул Пэй-гуна, а также отряд в несколько тысяч человек.
Лю Бан со своим отрядом попал в подчинение Сян Ляну, руководителю восставших, а после того, как Сян Лян был убит, попал в непосредственное подчинение чускому Хуай-вану, координатору восстания владетельных князей, который присвоил ему титул Унь-хоу. Его помощником стал Чжан Лян, определявший стратегию ведения войны.
Хуай-ван обещал, что тот, кто займёт Гуаньчжун (долину в центре провинции Шэньси, где размещалась столица Сяньян), получит эту область в своё управление. Эту задачу получил Лю Бан, которого ван считал наделённым гуманностью, в отличие от жестокого Сян Юя. Штурмуя первый город, Лю Бан обещал жителям сохранить жизни, а чиновникам — должности. В результате города один за другим стали ему сдаваться, и он без особого труда овладел столицей.
В декабре 207 до н. э. последний циньский император Цзыин сдался Лю Бану, и в январе 206 до н. э. Лю Бан вошёл в циньскую столицу Сяньян.
Сян Юй был в ярости, он вызвал Лю Бана, который принёс извинения и объяснил, что город не был тронут, склады и казна опечатаны, и все ждут прибытия Сян Юя. Сохранилась история о том, как на пиру Сян Юй хотел убить Лю Бана, «организовав танец с мечами», но другой танцор собой прикрывал Лю Бана, после чего Лю Бану удалось скрыться (см. Хунмэньское празднество). В конце января Сян Юй занял столицу, казнил императора и расправился с жителями, разграбил казну и уничтожил город и захоронения (источник?) Цинь Шихуана.

### Борьба с империейЧу

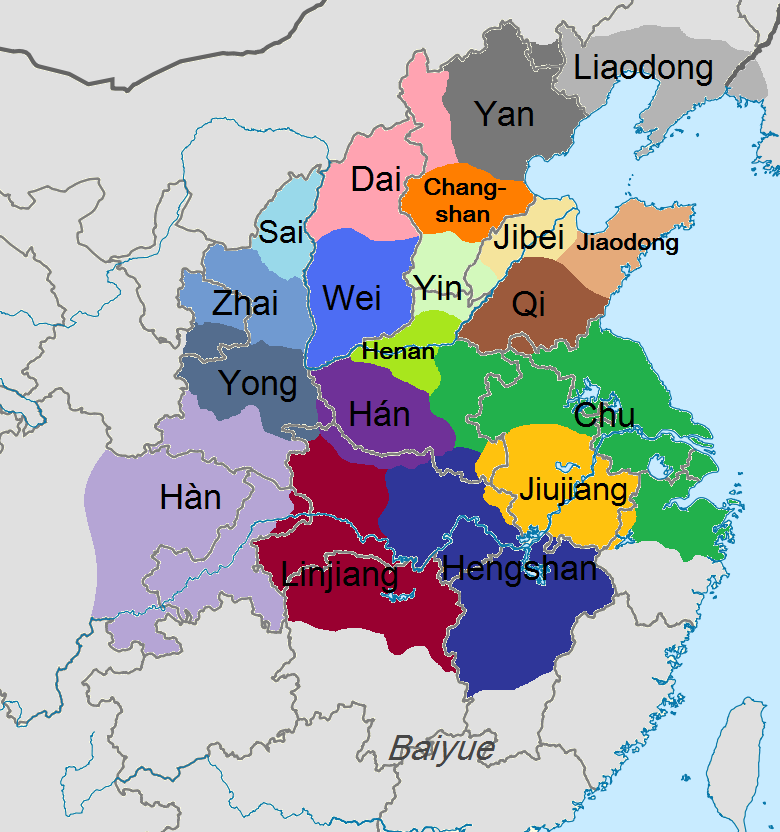
Примерное расположение 18 уделов при Сян Юе.

Сян Юй разделил Китай на 18 территорий и посадил там ванов; Лю Бан получил титул Хань-вана и территорию провинции Сычуань и юга Шэньси, вместо обещанной центральной территории Цинь, которая была передана трём циньским военачальникам, сдавшимся князьям. Чуский Хуай-ван получил титул императора И-ди, однако был выслан и тихо умертвлён.
Лю Бан переместился в столицу своего удельного царства Ханьчжун и стал запасаться продовольствием и готовить армию для боёв. Сначала он напал на «три Цинь» — удельные княжества Юн, Сай и Чжай на территории Цинь, переданные бывшим циньским военачальникам, и занял всю долину Гуаньчжун, обещанную ему Хуай-ваном, откуда он приступил к военным действиям против Сян Юя.
Сян Юй обладал явным военным превосходством и в прямых сражениях постоянно одерживал победы, несколько раз рассеивая армию Лю Бана. Однако у него не хватало сил добить Лю Бана, так как он вынужден был бороться на два фронта — ещё и с восставшим царством Ци на востоке (современная провинция Шаньдун), и Лю Бан каждый раз собирал армию снова, причём количество людей, поддерживающих Лю Бана, росло.
Несколько раз, убегая после разгрома от войска Сян Юя, Лю Бан бросал свою семью; его отец, жена и дети попали в плен к Сян Юю, но дипломатическим путём ему удалось вызволить семью из плена.

### Победа
В художественной и исторической литературе соперники Лю Бан и Сян Юй всегда сравниваются друг с другом. Образ Сян Юя — рыцарь-романтик, с нежной душой, щедрый, вежливый к приближённым, однако не дипломатичный и жестокий в военных действиях. Наоборот, Лю Бан грубоватый, высокомерный, но при этом гуманный и не жестокий.
Сян Юй, как правило, решал всё сам, не привлекая талантливых советников (кроме Фань Цзэна), у Лю Бана было три советника, которых он очень ценил, и которые помогали ему принимать мудрые решения — Чжан Лян, Сяо Хэ и Хань Синь. Путём хитрой интриги Лю Бан добился отставки Фань Цзэна, и у Сян Юя не осталось умных советников.
Решающей оказалась битва под Гайся. Лю пошёл на хитрость: его войска, ночью подступившие к лагерю войск царства Чу, стали по приказу своего вождя распевать боевые песни царства Чу. Сян Юй решил, что его предали, и бежал, бросив армию, но оказался с небольшой группой окружён ханьскими войсками и покончил с собой.

### Основание империиХань
В 202 до н. э. Лю Бан одержал окончательную победу и провозгласил себя императором Гао-цзу новой империи Хань. Столицу он перенёс в Чанъань (современный Сиань), в незначительном отдалении от прежней циньской столицы Сяньяна.

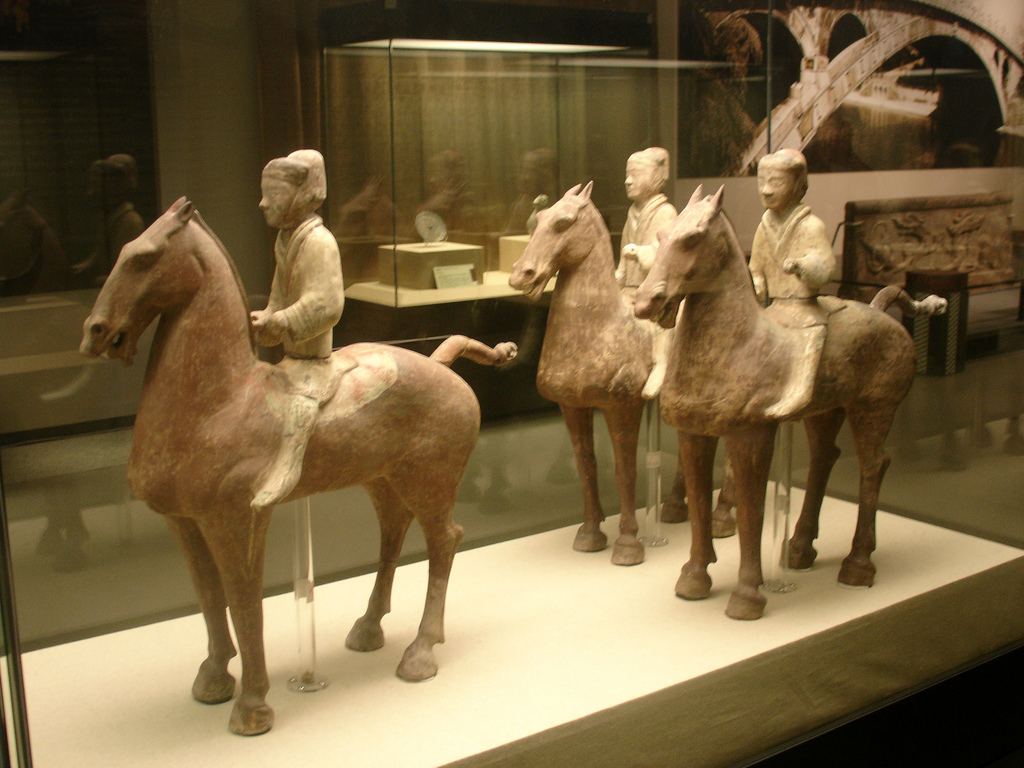
Окрашенные керамические статуи китайских кавалеристов периода династии Хань

Генералы Хань Синь, Пэн Юэ и Ин Бу, внёсшие самый большой вклад в победу, получили титулы ванов Чу, Лян и Хуайнань. Хотя Лю Бан щедро одарил своих помощников, через некоторое время он стал подозрительным и засомневался в их лояльности. Хань Синь лишился ванского достоинства и был разжалован в Хуайинь-хоу уже в конце 202 года до н. э.
Получив власть, Лю Бан распустил своих солдат по домам и принялся проводить реформы. Он даровал свободу продавшим себя в рабство, чтобы избежать голодной смерти в военные годы. В интересах земледельцев он существенно понизил налоги (о чём издал соответствующий указ в 195 году до н. э.) и стал заботиться о развитии сельского хозяйства. Однако ввёл большие налоги на торговлю и стал ограничивать купечество.
Зимой 200 года до н. э. хунну вошли в Шаньси. Гао-цзу лично повёл своё войско в 320 000 солдат против войска шаньюя Модэ. Обманным отступлением Модэ окружил императора и авангард ханьской армии в деревне Байдэн, близ города Пинчэн. После семи дней боёв китайцы начали переговоры с Модэ. Модэ согласился на мирный договор. В 198 году до н. э. был заключён Договор Мира и Родства. Хуннское войско покинуло Китай. Лю Бан согласился выдать замуж дочь за хуннского шаньюя и платить дань.
Лю Бан, изначально не доверявший конфуцианству, переменил свои взгляды под влиянием своего учёного соратника Лу Цзя, изложившего в 12 главах своего сочинения «Синь юй» предложения насчёт новых способов управления вместо прежних жестокостей времён династии Цинь. Впредь новый император способствовал восстановлению позиций конфуцианства взамен легизма, ослабил жестокие циньские законы, хотя сохранил общую структуру циньской системы управления.
Лю Бан постепенно сместил удельных ванов, назначенных из своих военачальников и генералов, заменив на своих детей и родственников. Всего он установил девять ванов, только один из которых не принадлежал фамилии Лю. При этом ему приходилось поочерёдно подавлять восстания недовольных правителей.
В 196 году, по приказу императрицы Люй-хоу, Хань Синь был арестован и казнён по обвинению в заговоре вместе с Чэнь Сю. Точно также в тот же год Пэн Юэ был разжалован в простолюдины по обвинению в другом заговоре, а потом по приказу императрицы Люй-хоу он был казнён, а его род уничтожен.

## Наследники
После смерти Гао-цзу на трон вступил старший принц Лю Ин, известный по посмертному титулу Хуэй-ди. Императору не удалось сделать наследником другого сына Жу-и из-за сопротивления двора и императрицы Люй-хоу.
Фактическую власть взяла в руки вдовствующая императрица Люй-хоу, которая назначала и смещала малолетних императоров самолично.

## Образ в кино
- «Наложница Великого завоевателя» (1994)
- «Хунмэньское празднество» (2011)
- «Великое пиршество вана» (2012) — КНР, режиссер Лу Чуань[англ.]